# 광평중학교
광평중학교(廣坪中學校)는 대한민국 경상북도 구미시 광평동에 있는 공립 중학교이다.

## 학교 연혁
- 2004년 10월 2일 : 광평중학교 설립(30학급) 인가
- 2008년 3월 1일 : 제1대 김영옥 교장 취임
- 2008년 3월 3일 : 제1회 입학식(341명)
- 2011년 2월 9일 : 제1회 졸업식(315명)
- 2011년 8월 10일 : 선진형 교과교실제 운영학교 선정
- 2014년 2월 14일 : 도교육청(교육부요청)지정 디지털교과서 연구학교(2년간)
- 2016년 2월 4일 : 도교육청 지정 명품학교 선정
- 2017년 2월 16일 : 도교육청 지정 SW교육 중점학교 선정(3년간)
- 2019년 2월 18일 : 도교육청 지정 수학나눔학교 선정(2019~2020)
- 2023년 9월 1일 : 제7대 김수철 교장 취임
- 2024년 2월 7일 : 제14회 졸업식(86명) (누적졸업생 2,503명)

## 참고 자료
- 광평중학교 - 한국교육학술정보원 학교알리미